# Sông Gia Lăng
Sông Gia Lăng (tiếng Trung: 嘉陵江; bính âm: jīalíngjiāng; Wade–Giles: chia-ling-chiang, Hán-Việt: Gia Lăng giang) là một sông nhánh của sông Dương Tử với đầu nguồn của nó ở tỉnh Cam Túc. Tên gọi của nó lấy theo địa danh nơi nó vượt qua là khe núi Gia Lăng ở đông bắc huyện Phượng tỉnh Thiểm Tây. Nó từng được gọi là Lãng Thủy (阆水) hay Du Thủy (渝水).

## Tổng quan

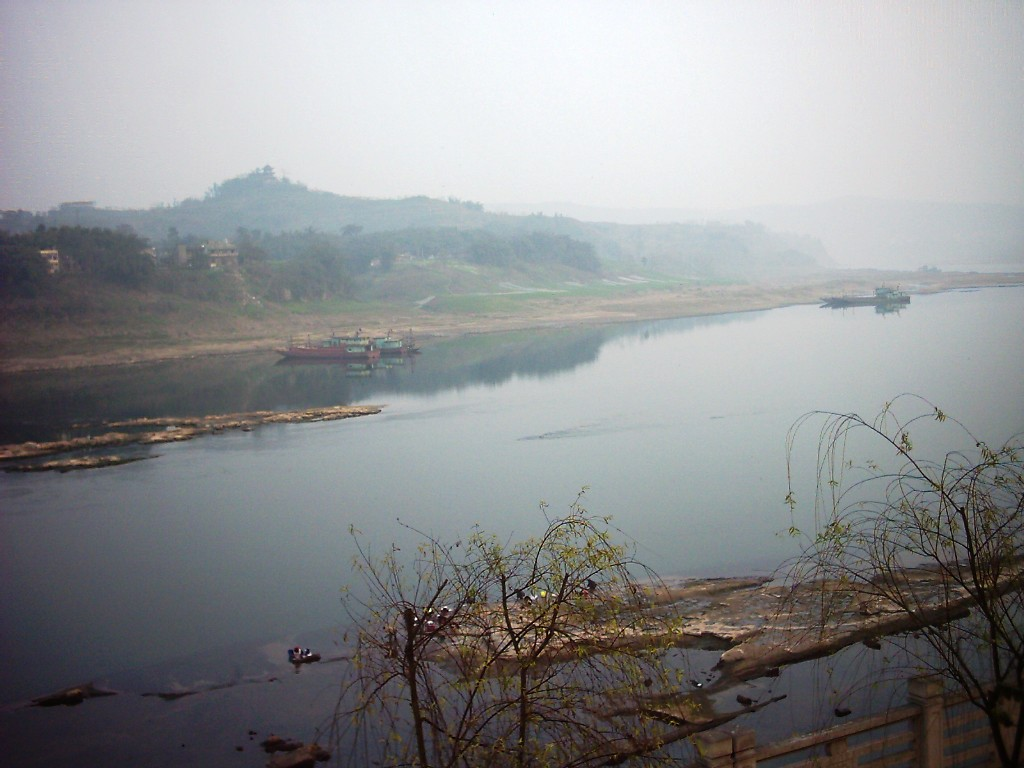
Cảnh quan sông Gia Lăng đoạn chảy qua Hợp Xuyên, Trùng Khánh.

Sông Gia Lăng dài 1.119 km với diện tích lưu vực khoảng 160.000 km², nguồn cấp nước cho nó là sông Bạch Long Giang (白龙江) và Tây Hán Thủy (西汉水). Từ đầu nguồn, tại Lưỡng Hà Khẩu (两河口) ở huyện Lược Dương (略阳) (Hán Trung, Thiểm Tây) tới Chiêu Hóa (昭化) (Quảng Nguyên, Tứ Xuyên) là thượng nguồn, trong khi đoạn giữa của nó nằm giữa Hợp Xuyên và Chiêu Hóa. Sau đó, sông này đổ vào Dương Tử tại Trùng Khánh.

## Đặc điểm
Đặc trưng nổi bật nhất của sông Gia Lăng là độ ngoằn ngoèo của nó. Từ Trương Vương miếu (miếu thờ Trương Phi) ở Quảng Nguyên tới thác Long Động ở Hợp Xuyên, theo đường chim bay chỉ trên 200 km một chút nhưng chiều dài của sông do uốn khúc là trên 600 km. Đoạn khúc khuỷu nhất nằm giữa Nam Sung (南充) và huyện Vũ Thắng (武胜).

## Chi lưu
Sông Gia Lăng có nhiều chi lưu. Các chi lưu lớn có Phù Giang (hay Tuy Hà), Cừ Giang, cả hai đều hợp lưu vào sông Gia Lăng tại Hợp Xuyên.

## Các thành phố chính dọc sông
- Quảng Nguyên
- Quảng An
- Lãng Trung
- Nam Sung
- Hợp Xuyên
- Trùng Khánh